# Collegio uninominale Puglia - 03 (Senato della Repubblica 2017)
Il collegio elettorale uninominale Puglia - 03 è stato un collegio elettorale uninominale della Repubblica Italiana per l'elezione del Senato tra il 2017 ed il 2022.

## Territorio
Come previsto dalla legge elettorale italiana del 2017, il collegio era stato definito tramite decreto legislativo all'interno della circoscrizione Puglia.
Era formato dal territorio di 23 comuni: Andria, Ascoli Satriano, Barletta, Candela, Canosa di Puglia, Carapelle, Carpino, Castelluccio dei Sauri, Cerignola, Isole Tremiti, Manfredonia, Margherita di Savoia, Mattinata, Monte Sant'Angelo, Ordona, Orta Nova, Rocchetta Sant'Antonio, San Ferdinando di Puglia, Stornara, Stornarella, Trani, Trinitapoli, Zapponeta.
Il collegio era quindi compreso tra le province di Barletta-Andria-Trani e Foggia.
Il collegio era parte del collegio plurinominale Puglia - 01.

## Eletti
| Elezione | Elezione | Senatore        | Partito            |
| -------- | -------- | --------------- | ------------------ |
|          | 2018     | Ruggiero Quarto | Movimento 5 Stelle |

## Dati elettorali

### XVIII legislatura
Come previsto dalla legge elettorale, 116 senatori erano eletti con sistema a maggioranza relativa in altrettanti collegi uninominali a turno unico.
| Candidati              | Candidati                 | Voti    | %     | Liste                                | Voti    | %     |
| ---------------------- | ------------------------- | ------- | ----- | ------------------------------------ | ------- | ----- |
|                        | Ruggiero Quarto ✔️ Eletto | 108 043 | 45,68 | Movimento 5 Stelle                   | 108 043 | 45,68 |
|                        | Sergio Silvestris         | 78 428  | 33,16 | Forza Italia                         | 51 902  | 21,94 |
| Lega                   | Sergio Silvestris         | 78 428  | 33,16 | 15 028                               | 6,35    |       |
| Fratelli d'Italia      | Sergio Silvestris         | 78 428  | 33,16 | 7 471                                | 3,16    |       |
| Noi con l'Italia - UDC | Sergio Silvestris         | 78 428  | 33,16 | 4 027                                | 1,70    |       |
|                        | Elena Gentile             | 37 907  | 16,03 | Partito Democratico                  | 33 700  | 14,25 |
| +Europa                | Elena Gentile             | 37 907  | 16,03 | 1 630                                | 0,69    |       |
| Civica Popolare        | Elena Gentile             | 37 907  | 16,03 | 1 320                                | 0,56    |       |
| Italia Europa Insieme  | Elena Gentile             | 37 907  | 16,03 | 1 257                                | 0,53    |       |
|                        | Anna Rizzi Francabandiera | 5 174   | 2,19  | Liberi e Uguali                      | 5 174   | 2,19  |
|                        | Ferdinando Di Biase       | 1 764   | 0,75  | Il Popolo della Famiglia             | 1 764   | 0,75  |
|                        | Onesta Oriana Moscatelli  | 1 670   | 0,71  | Italia agli Italiani                 | 1 670   | 0,71  |
|                        | Maria Rollo               | 1 258   | 0,53  | Potere al Popolo!                    | 1 258   | 0,53  |
|                        | Nunzia Dambra             | 1 169   | 0,49  | CasaPound                            | 1 169   | 0,49  |
|                        | Immacolata De Santis      | 843     | 0,36  | Partito Comunista                    | 843     | 0,36  |
|                        | Giovanna Vitrani          | 138     | 0,06  | Lista del Popolo per la Costituzione | 138     | 0,06  |
|                        | Tommaso Caro              | 127     | 0,05  | PRI - ALA                            | 127     | 0,05  |
| Totale                 | Totale                    | 236 521 | 100   |                                      | 236 521 | 100   |
|                        |                           |         |       |                                      |         |       |
| Voti non validi        | Voti non validi           | 8 565   | 3,49  |                                      |         |       |
| Votanti                | Votanti                   | 245 086 | 67,78 |                                      |         |       |
| Elettori               | Elettori                  | 361 594 |       |                                      |         |       |